# Hagerman (Nouveau-Mexique)
Pour les articles homonymes, voir Hagerman.
Hagerman est une localité américaine située dans le Comté de Chaves, au Nouveau-Mexique. Selon le recensement de 2010, sa population est de 1 257 habitants.